# 行方不明 (ゲーム)
『行方不明』（ゆくえふめい、英: Missing Children）は、Chilla's Artによって開発されたホラーゲーム。プラットフォームはWindowsに対応し、Steamにて2020年6月13日にリリースされた。

## 概要
Chilla's Artから開発、発売されているホラーゲームである。同社の代表作『夜勤事件』のブームにより、話題を呼んだ。エンディングは2つ（バッドエンドとグッドエンド）が用意されている。プレイ時間は1時間ほどとされている。

## ストーリー
主人公の佐藤は以前、当時中学生であった自身の息子である佐藤 匠を自殺で亡くしたという人物であった。
そのため、主人公の佐藤はいじめ探偵に入団した。ある日、3人の女子中学生（カナエ、ミズキ、アキコ）が行方不明になり、行方を追って行く事になるが、佐藤 匠の怨念と共に恐怖体験をしていくことになっていく。

## 登場人物
主人公（佐藤）
いじめ探偵の主人公。いじめられている子ども達を救うために活動していく。
山田
交番に居る警察官。事件の内容を教えてくれた他セーブなどをしてくれる。
カナエ
失踪した女子中学生。両親が喧嘩しているため失踪した。
ミズキ
失踪した女子中学生。木田と呼ばれる彼氏が居た。しかし、母親が別れさせるためにミズキを装い、彼氏と別れさせた。その結果、失踪してしまう。
アキコ
失踪した女子中学生。酷い落書きが書かれており、ネグレクトで失踪した。
佐藤 匠
主人公の息子であるが、既に死亡（自殺）している。しかし、ゲームプレイ中に黒い匠と思われる姿が時々目撃される。
船橋
警察官。主人公と共に行動してくれる。
一般人